# Kościół św. Michała w Kwielicach

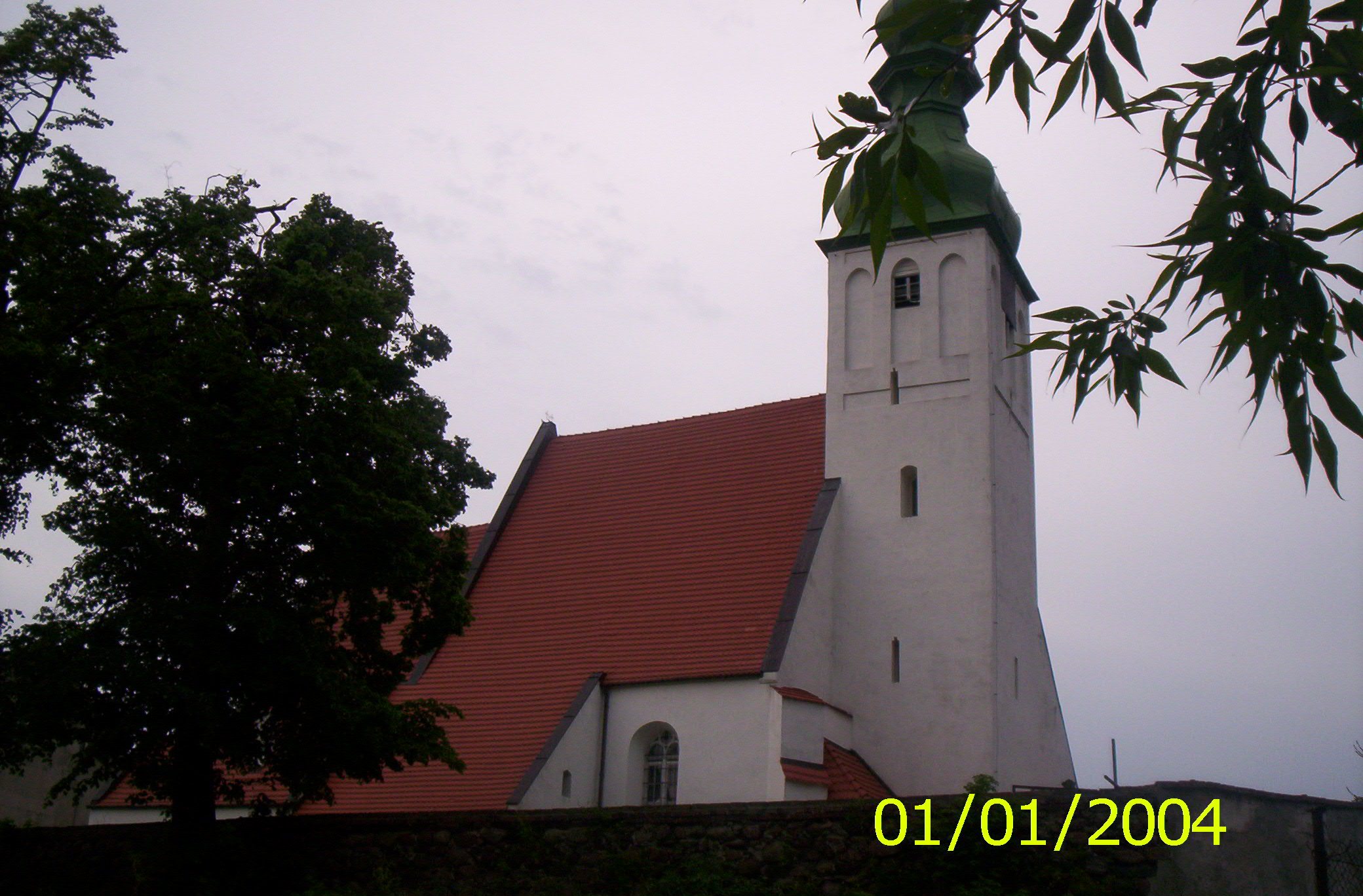
Kościół św. Michała w Kwielicach z fragmentem muru

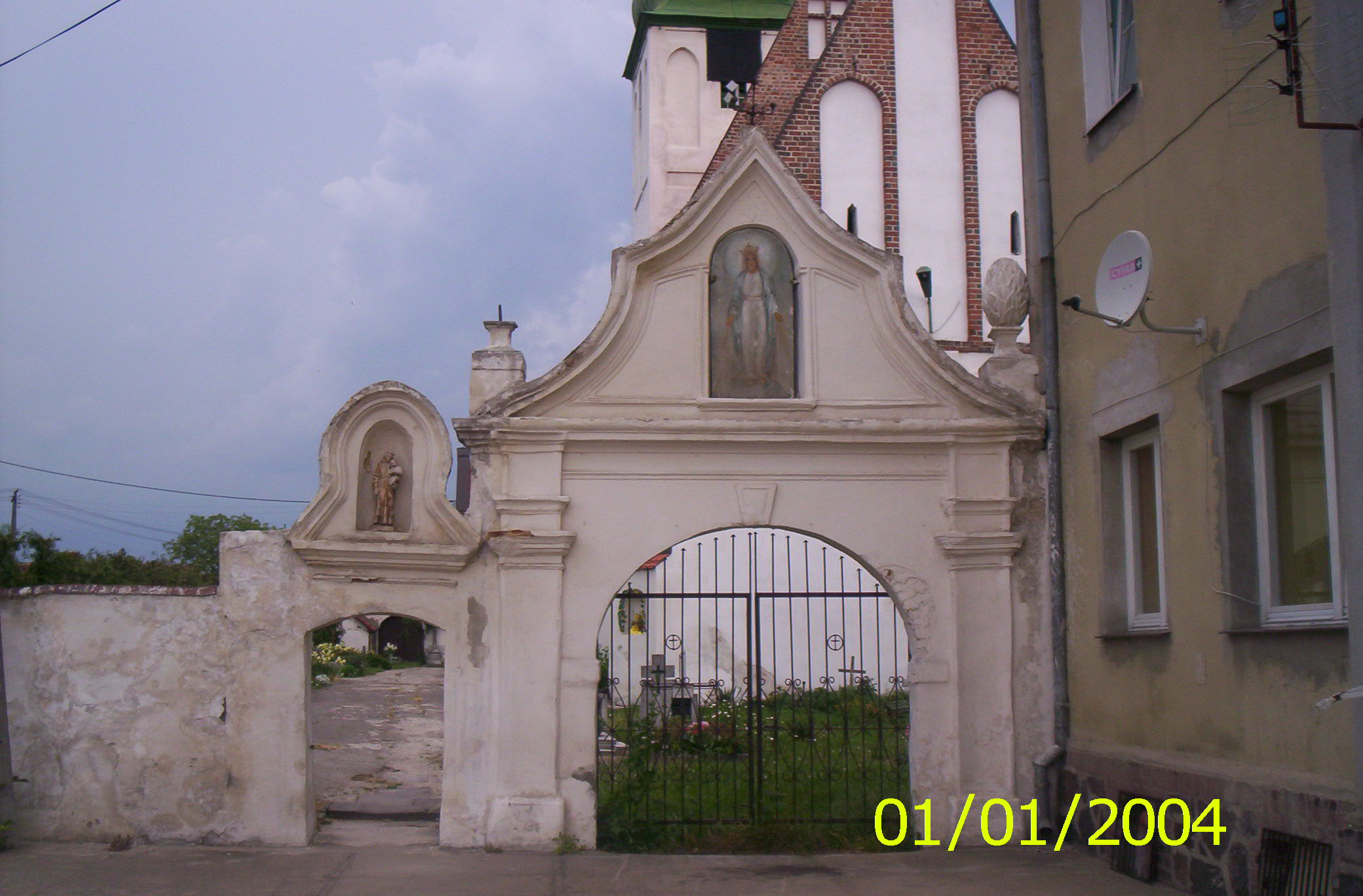
Kościół św. Michała- brama wschodnia

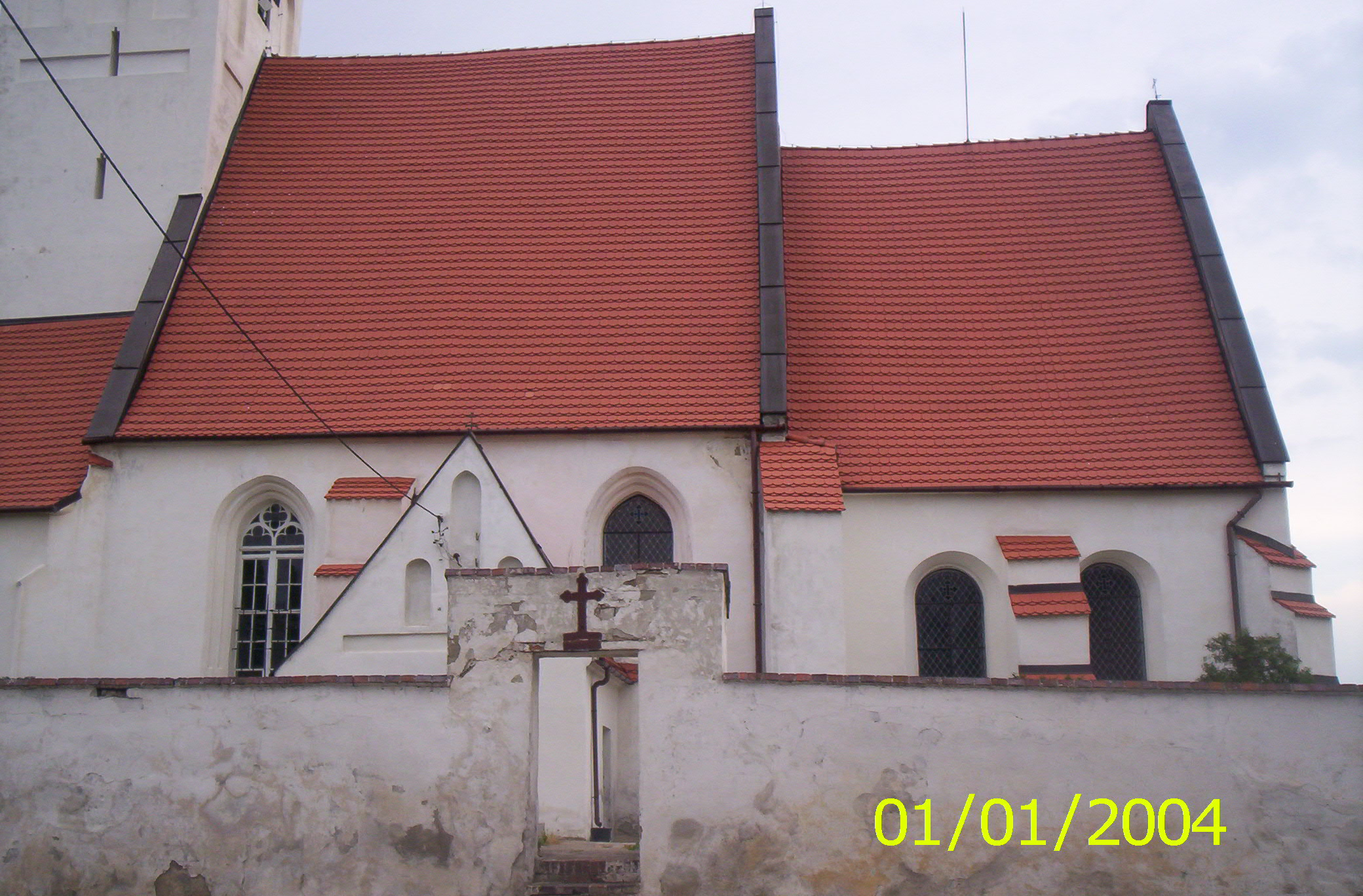
Kościół św. Michała- widok od północy

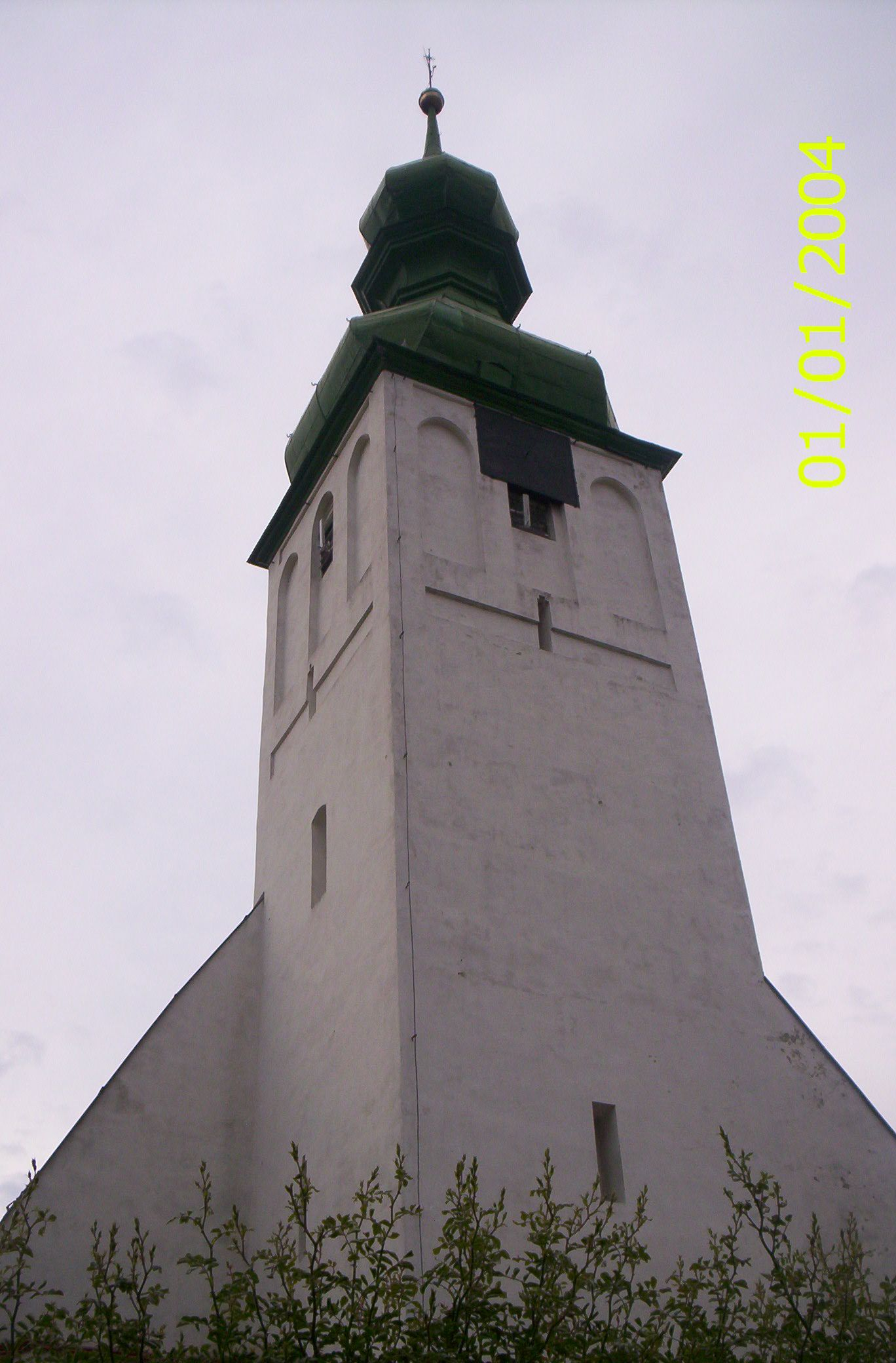
Kościół św. Michała- wieża z charakterystycznym zielonym hełmem

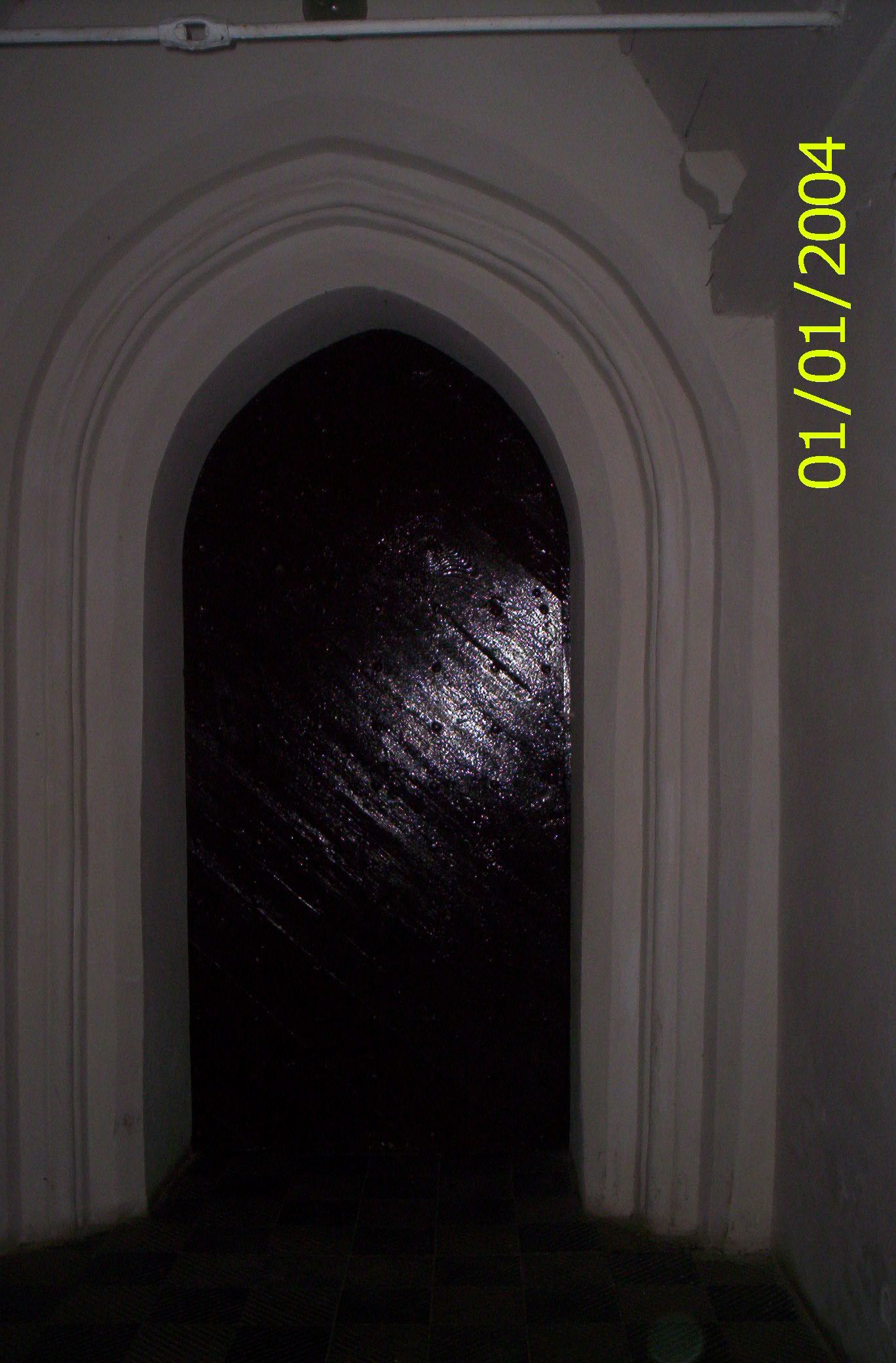
Kościół św. Michała- drzwi wejściowe

Kościół pod wezwaniem św. Michała Archanioła w Kwielicach – kościół parafialny należący do parafii pw. św. Michała Archanioła w Kwielicach, dekanatu Głogów – św. Mikołaja, diecezji zielonogórsko-gorzowskiej, metropolii szczecińsko-kamieńskiej, zlokalizowany w Kwielicach, w gminie Grębocice, w powiecie polkowickim, w województwie dolnośląskim.

## Historia
Pierwsza wzmianka o kościele parafialnym pod wezwaniem św. Michała Archanioła pochodzi z 1293 r. Jednak kaplica i zakrystia powstały znacznie później – dopiero w XV–XVI wieku.
W 1687 r. dokonano pierwszej konserwacji świątyni a w 1735 przebudowy, podczas której zostało założone sklepienie. Jednak już w XVIII wieku kościół uległ znacznym zniszczeniom na skutek przemarszów wojsk napoleońskich. Znajdował się wówczas w posiadaniu opactwa św. Augustyna w Żaganiu (do 1810). Kościół w Kwielicach gruntowne remonty przeszedł w 1954 r., pod okiem księdza Jarosława Wodonosa, oraz w 2000 r.

## Architektura
Kubatura obiektu kościelnego wynosi 4244 m³ a powierzchnia użytkowa 487 m². Na gotycką budowlę murowaną z kamienia i otynkowaną składa się jedna nawa, przy której znajduje się kaplica, oraz prostokątne prezbiterium z zakrystią. Sklepienie nawy i prezbiterium (pokrytego barokową polichromią z 1735 r.) jest kolebkowo-krzyżowe, podczas gdy w pozostałych pomieszczeniach już tylko kolebkowe. Barokowy wystrój wnętrza, który pochodzi z XVIII w., został odnowiony w 1864 r. z inicjatywy proboszcza Antoniego Grunwalda oraz w 1954 r. przy gruntownym remoncie.

## Wyposażenie

### Ołtarz główny
Główny ołtarz jest poświęcony patronowi świątyni – Michałowi Archaniołowi. Istnieją również dwa ołtarze boczne dedykowane: Najświętszej Maryi Pannie (składają się na niego posągi św. Rocha i Sebastiana oraz obraz wiszący nad nimi) oraz św. Annie (zbudowany z figur Jana Chrzciciela i Józefa oraz obrazu św. Antoniego umieszczonego nad postaciami).

### Organy
Organy kościelne są nieznanego pochodzenia i autorstwa. Wiadomo jednak, że są użytkowane od zakończenia II wojny światowej, mimo że mocno rozstrojone i zniszczone przez korniki. Do dziś zachowały się wszystkie piszczałki we wszystkich głosach, lecz wymagają gruntownego remontu. W lepszym stanie jest pedał i manuały.

## Otoczenie
Kościół w Kwielicach jest otoczony szesnastowiecznym murem z wbudowaną od wschodu bramą. Natomiast od części zachodniej usytuowana jest osiemnastowieczna kostnica.